# Gundakar z Althannu
Gundakar Ludvík hrabě z Althan(n)u (německy Gundacker Ludwig Graf Althan(n), 15. května 1665, Zwentendorf – 28. prosince 1747, Vídeň) byl rakouský šlechtic, generál císařské armády, diplomat a dvorní stavební ředitel.

## Život

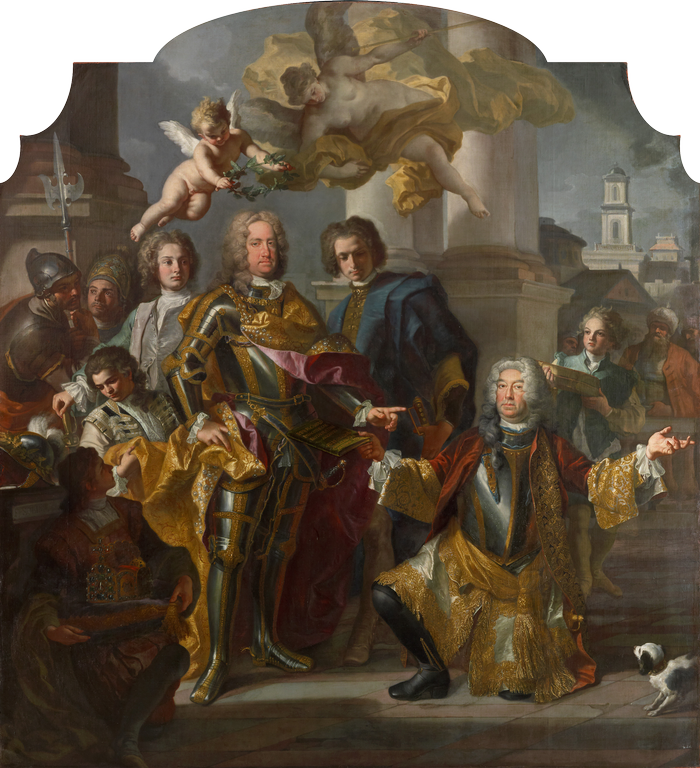
Gundakar z Althannu představuje císaři Karlovi VI. inventář císařských sbírek umění, obraz Francesca Solimeny z roku 1728. Portréty hlavy císaře a hraběte Althanna jsou od Johanna Gottfrieda Auerbacha.

Narodil se jako syn Jana Kryštofa hraběte z Althannu a jeho první manželky Anny Františky z Leimingu (1638-1667) a měl tři vlastní sourozence. Měl ještě sourozence z dalších tří otcových manželství.
Účastnil se v důstojnické hodnosti válek o španělské dědictví a 6. rakousko-turecké války.
V roce 1716 byl jmenován dvorním stavebním ředitelem, kterému byly podřízeny všechny stavební úřady v dědičných zemích.
V této pozici organizoval přestavbu rábské pevnosti, stavbu Invalidovny v Budapešti, vídeňské dvorní knihovny a kostela sv. Karla, jakož i rozšíření kláštera Klosterneuburg a renovaci zámku Laxenburg.
Zřídil císařskou galerii ve Stallburgu a ve svém paláci poskytl prostory pro Akademii výtvarných umění v čele s Jacobem van Schuppenem.
Byl také stavitelem a majitelem Goldburgu v Murstettenu a rodového paláce ve 3. vídeňském okresu Landstrasse.
Gundakar Ludvík z Althannu zemřel 28. prosince roku 1747 ve Vídni. V roce 1920 po něm byla v 9. vídeňském okresu Alsergrund pojmenována ulice Althanstraße.

### Manželství
Gundakar Ludvík z Althannu byl poprvé ženatý od roku 1706 s hraběnkou Marií Alžbětou Vratislavovou z Mitrovic (1677 – 3. prosince 1732), podruhé od 14. srpna 1735 s hraběnkou Annou Marií Vilemínou z Althannu (7. září 1703, Praha – 6. prosince 1754, Vídeň).